# برنهارد راسسینگر
برنهارد راسسینگر (آلمانی: Bernhard Rassinger؛ زادهٔ ۳۰ اوت ۱۹۶۳) دوچرخه‌سوار اهل اتریش است.